# Oost (Limbourg néerlandais)
Pour les articles homonymes, voir Oost.
Oost est un village et une ancienne commune de la province du Limbourg néerlandais.
Le village est situé au sud de la ville de Maastricht, au nord d'Eijsden et à l'ouest du hameau de Maarland.

## Histoire
Le territoire du village d'Oost est un ancien ban du Comté de Dalhem.
En 1828, la commune d'Oost est supprimée et rattachée à Eijsden.
À partir de cette date, le village d'Oost et le hameau de Maarland (qui jusque-là faisait partie de l'agglomération de Breust) fusionnent également administrativement et sont considérés comme une seule agglomération : Oost-Maarland.
Néanmoins, ils demeurent des entités distinctes, conservant, entre autres, leurs propres identité, jours de fête et folklore.
Cependant, le hameau de Maarland (qui a environ 300 habitants) ayant très peu d'équipements, ses habitants se rendent fréquemment à Oost, où se trouvent l'église de la paroisse commune, l'école primaire, des magasins plus importants et plus d'installations de restauration.
Aujourd'hui, Oost a quelque 700 habitants.

## Galerie
|  |  |